# Saint-Sériès
Saint-Sériès település Franciaországban, Hérault megyében. Lakosainak száma 972 fő (2022. január 1.). Saint-Sériès Aubais, Junas, Boisseron, Saturargues, Villetelle és Entre-Vignes községekkel határos.

## Népesség
A település népessége az elmúlt években az alábbi módon változott:
| Lakosok száma | 230  | 358  | 448  | 822  | 856  | 951  | 983  | 976  | 973  | 972  |
|               | 1968 | 1982 | 1990 | 2006 | 2013 | 2015 | 2017 | 2019 | 2020 | 2022 |